# تسمية نظامية للمركبات العضوية

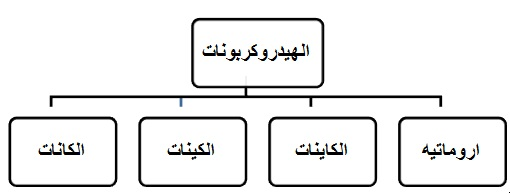
تصنيف الهيدروكرونات

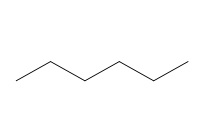
مركب الهكسان

الهيدروكربونات هي مركبات تحتوي على ذرات الكربون والهيدروجين فقط. ويمكن تصنيفها على أساس نوع الرابطة التي تربط ذرات الكربون داخل المركب.
النظام الرسمي لتسمية المركبات العضوية من قبل الاتحاد الدولي للكيمياء البحتة والتطبيقية لم يتطور إلا نهاية القرن التاسع عشر. قبل ذلك كانت أسماء المركبات المكتشفه ترمّز على سبيل المثال إلى المصدر الذي استخلص منه المركب، مثلاً حمض الخليك والذي يستخرج من الخل أخذ التسمية من مصدره وهو الخل.
هذه الأسماء القديمة للمركبات أصبح يطلق عليها التسمية الشائعة ولا تزال تستخدم على نطاق واسع من قبل الكيميائيين.
النظام المعتمد لتسمية المركبات العضوية في الوقت الحالي مقترح من قبل الاتحاد الدولي لكيمياء البحتة والتطبيقية ويعتمد على مبدأ أن كل مركب عضوي يجب أن يكون له اسم خاص به بالتالي عن طريق النظام الرسمي للتسمية تم إطلاق أسماء لأكثر من ستة عشر مليون مركب عضوي.

## سلسلة أصلية
في الكيمياء العضوية, السلسلة الأصلية هي أطول سلسلة مستمرة متصلة من ذرات الكربون في الهيدروكربون.

## تسمية الألكانات (الهيدروكربونات المشبعه)
الألكانات عبارة عن سلسله مشبعه من كربون وهيدروجين بمعنى ان الكربون والكربون المجاور له متصلين ببعض بروابط احاديه قد يكون مستقيم وقد يكون متفرع. وتختلف تسمية الألكان المستقيم عن المتفرع كما سنرى.

### تسمية الألكان الخطي
تسمية الألكان الخطي مشتق من أسماء الاعداد اليونانية واللاتينية مضاف إليه المقطع «ـان» يدل إضافة الألف والنون لنهاية الكلمة أن المركب مشبع مثل مركب الهكسان.
يطلق على المركب اسم هكسان وعند تقسيم الاسم ينتج لدي كلمة هكس وتعني سته باليوناني وى ان وتعني ان لدي مركب مشبع بالتالي استنتج من الاسم ان مركبي يحتوي على ست كربونات.
امثله لبعض الألكانات الخطية كما هو موضح بالجدول.
| اسم الألكان | صيغة الألكان | الجذر الألكيلي | صيغة الجذر الألكيلي |
| ميثان       | CH4          | ميثيل          | CH3                 |
| ايثان       | C2H6         | إيثيل          | C2H5                |
| بروبان      | C3H8         | بروبيل         | C3H7                |
| بيوتان      | C4H10        | بيوتيل         | C4H9                |
| بنتان       | C5H12        | بنتيل          | C5H11               |
| هكسان       | C6H14        | هكسيل          | C6H13               |
| هبتان       | C7H16        | هبتيل          | C7H15               |
| أوكتان      | C8H18        | أوكتيل         | C8H17               |
| نونان       | C9H20        | نونيل          | C9H19               |
| ديكان       | C10H22       | ديسيل          | C10H21              |

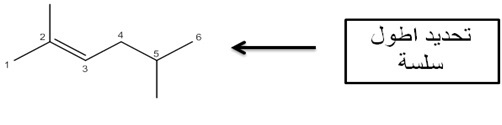
تحديد أطول سلسله بالالكينات

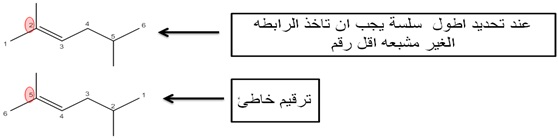
ترقيم الالكينات

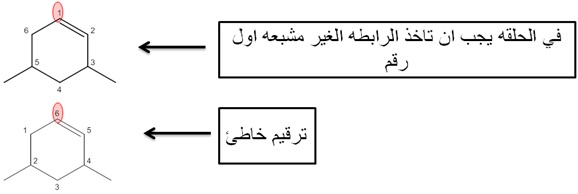
ترقيم الالكينات الحلقيه

أول اربع أسماء الميثان، الايثان، البروبان والبيوتان مشتقه من أسماء شائعه لمركبات مستخلصه من قبل وهي الميثانول، الإيثر، حمض البروبانويك وحمض البوتريك على التوالي.

### تسمية الألكان غير الخطي (متفرع)
ليست جميع الألكانات خطيه بل هناك ألكانات يخرج منها سلاسل جانبية متفرعة
بالتالي هناك قواعد لتسميتها:
1. تحديد السلسة الأم: وهي أطول سلسه متصله ومنها نحدد الاسم الاساسي للمركب مثال ميثان، ايثان، بروبان.....الخ ويلاحظ ان الاسم يغلق بالشق (ى ان).
2. تحديد السلسه الفرعيه: وهي المتفرعه من السلسه الام وتكتب بالشكل التالي ميثيل، ايثيل، بروبيل.....الخ ويلاحظ ان الاسم يغلق بالشق (يل) ويكتب اسم الفرع قبل اسم السلسه الام.
3. تحديد الموقع: وهو رقم الكاربونه التي حدث عندها التفرع ويكتب قبل اسم الفرع.[3]

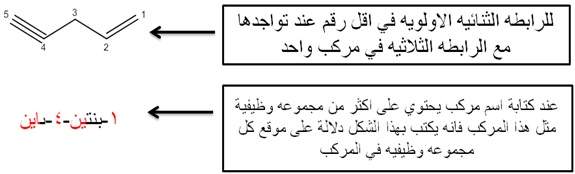
الترقيم عند تواجد أكثر من رابطه غير مشبعه

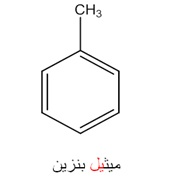
ميثيل بنزين مركب اروماتي

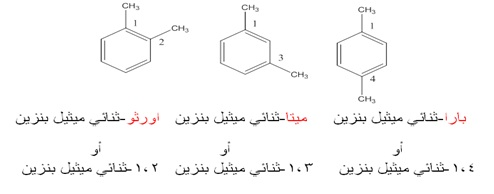
تسمية المركبات الاروماتيه

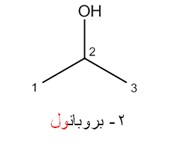
تسمية الكحولات

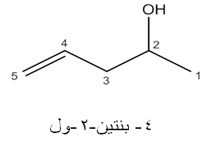
مثال لتسمية مركب يحتوي على أكثر من مجموعه وظيفيه

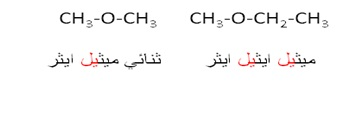
تسمية الايثرات

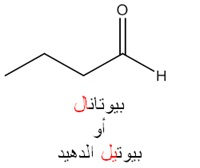
تسمية الالدهيدات

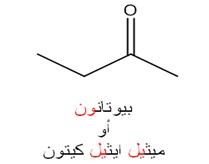
تسمية الكيتونات

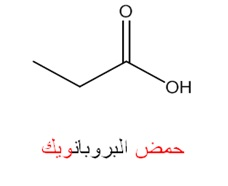
تسمية الاحماض

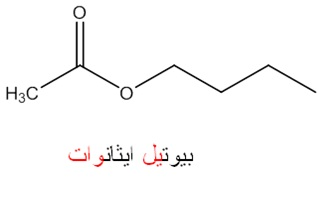
تسمية الاسترات

### تسمية الحلقات المشبعه
المركبات الحلقية عباره عن ألكان على شكل حلقه أو أكثر وتكون التسمية عن طريق الحاق كلمة حلقي بعد الألكان أو سيكلو قبله مثل بروبان حلقي أو سيكلو بروبان.
عند تواجد حلقات بها سلاسل جانبيه وتسمى بنفس طريقة الألكان غير الخطي:
1. تحديد أطول سلسه ومنها ياتي الاسم الاساسي للمركب قد تكون الحلقة أطول سلسله وقد تكون الحلقة فرع في سلسه أكبر.
2. تحديد الفروع وتسميتها وتحديد موقعها.
3. من شروط الترقيم ان تاخذ السلاسل الجانبيه اقل رقم بالترقيم في المثال بالصورة رقمنا مع عقارب الساعة لأن الفرعين سيأخذان ارقام منخفضه 1.3 أما لو بدانا الترقيم عكس عقارب الساعة سيأخذان ارقام عاليه وهيه 1.5 وهذا مخالف للنظام الرسمي لتسمية الحلقات.
4. يجب مراعاة عند تسمية المركبات الحلقيه الترتيب بالأبجدية المثال يوضح بدانا الترقيم بالاثيل وليس الميثايل وذلك لان أول حرف من الايثايل وهو الالف يسبق أول حرف من الميثايل وهو الميم.[4]

## تسمية الالكينات والالكاينات (الهيدروكربونات غير المشبعة)
الألكين والألكاين عبارة عن مركبات غير مشبعة بمعنى ان الكاربون والكاربون المجاور له متصلين ببعض بروابط ثنائيه في حالة الالكين أو روابط ثلاثيه في حالة الالكاين.
تتشابه طريقة التسمية بين الألكان والالكين والالكاين ويظهر الاختلاف في نهاية الاسم
- الألكان المشبع ينتهي المقطع ب(ى ان) مثال ايثان
- الالكين غير المشبع ينتهي المقطع ب(ين) مثال ايثين
- الالكاين غير المشبع ينتهي المقطع ب(ى اين) مثال ايثاين

بالتالي عند تسمية الهيدروكربونات غير المشبعة نطبق القواعد التالية:
1. تحديد السلسه الام: وهي أكبر سلسه بشرط ان تحتوي على الروابط غير المشبعة بالتالي يكون الاسم الاساسي للمركب بناء على عددها.
2. عند ترقيم السلسه الام يجب ان تاخذ الروابط غير المشبعة اقل رقم بالترقيم ويكتب موقع الرابطة غير المشبعة في التسمية.
3. تحديد الفروع ان وجدت وموقعها وتكتب بنفس طريقة الألكان غير الخطي بحيث تسبق الاسم الاساسي ويوضح موقعها بالمركب وتنتهي بالمقطع (يل).
4. في حالة الحلقات اللتي تحتوي على روابط غير مشبعه يبدأ الترقيم من الرابطة المشبعه.
5. عند وجود رابطه ثنائيه وثلاثيه ومجموعات أخرى كالهيدروكسيل في مركب واحد فان الاولويه للهيدروكسيل بأن يأخذ اقل رقم يليه الرابطة الثنائيه ثم الرابطة الثلاثيه.
6. عند تكرر الروابط غير المشبعة المركب يجب كتابة عدد تكرارها بكتابة ثنائي ثلاثي..الخ.
7. عند وجود تماكب فراغي (بالإنجليزية:Stereoisomers) في الالكينات (سيس أو ترانس) يجب كتابته في التسمية بان يوضع قبل التسمية.

## تسمية المركبات الأروماتية
المركبات الأروماتية عبارة عن هيدروكربونات حلقية، تحتوي على حلقة بنزين في تركيبها الكيميائي.
قواعد تسمية المركبات الأروماتية:
1. يجب أن يحتوي الاسم على الشق (بنزين) والمستبدل على الحلقة ينتهي بالشق (يل).
2. عند وجود أكثر من مستبدلين على الحلقة، تُكتب مواقعهم بالأرقام فقط.
3. عند وجود استبدالين على الحلقة فإنه أما تُكتب موقعهم بالتسمية على النحو التالي:

- اورثو: عندما يكون المستبدلين على الكربونتين رقم واحد واثنين
- ميتا: عندما يكون المستبدلين على الكروبنتين رقم واحد وثلاثه
- بارا: عندما يكون المستبدلين على الكروبنتين رقم واحد وأربعة

أو تكتب أرقام موقعهم بالتسمية[1].

## تسمية مشتقات الهيدروكربونات

### المشتقات الهالوجينية للهيدروكربونات
الهالوجينات هي عناصر المجموعة السابعةبالجدول الدوري وهي (الفلور، والكلور، والبروم واليود).
عند تسمية المركب المحتوي على هالوجين فإنه تضاف الواو للكلمة فتصبح فلورو، كلورو، برومو، باستثناء اليود فإنه يصبح يودو.

### المشتقات الأوكسجينية للهيدروكربونات

#### الكحولات (الأغوال)
عندما توجد مجموعة الهيدروكسيل فتحديد أطول سلسلة يجب أن تتواجد بها مجموعة الهيدروكسيل (OH) بالمركب وتأخذ أقل ترقيم في السلسلةـ ويكتب موقعها بالسلسلة ويضاف الشق (ول) للاسم.
عند وجود أكثر من مجموعة وظيفية بالمركب الواحد فإنه يسبق كل مجموعة موقعها بالمركب.

#### الإيثرات
في الإيثر تتم تسمية جانبي الأكسجين وإضافة الشق (يل) ثم ننهي الاسم بإضافة كلمة إيثر

#### مجموعات الكاربونيل

##### الألدهيدات والكيتونات
في الألدهيدات يبدأ الترقيم من مجموعة الألدهيد وإما أن نضيف في نهاية الاسم الشق (ال) أو نكتب كلمة ألدهيد في نهايد الاسم.
أما في حالة الكيتون فعند تحديد أطول سلسلة يجب أن تأخذ المجموعة الوظيفية للكيتون أقل ترقيم وإما أن نضيف الشق (ون) أو كما بالإيثر يسمى جانبا الكربونيل ثم نضيف لها كلمة كيتون.

##### الأحماض الكربوكسيلية
يبدأ الترقيم من مجموعة الكربوكسيل ويضاف الشق (ويك) لنهاية الكلمة وتكتب كلمة حمض قبل التسمية.

##### مجموعة الاستر
عند تسمية الاستر يجب أن نلاحظ أن هناك قسم يتصل بالأكسجين وقسم متصل بالكربونيل بالتالي عند التسمية يكون القسم المتصل بالأوكسجين هو الفرع وينتهي بالشق (يل) والقسم الآخر ينتهي بالشق (وات)[5].